# Пебаль, Леопольд
Леопольд фон Пебаль (нем. Leopold von Pebal; 29 декабря 1826, г. Секау, Австрийская империя — 17 февраля 1887, Грац) — австрийский учёный-химик, педагог, профессор. Член-корреспондент Австрийской академии наук (1882).

## Биография
В 1851 году окончил факультет естествознания университета в Граце. Получил степень доктора философии и остался в университете в качестве сотрудника, а затем — доцента. В 1851—1855 работал ассистентом на кафедре химии альма матер. В 1855 стал адъюнкт-профессором в области теоретической химии.
Прошëл стажировку в Гейдельбергском и Страсбургском университетах (1855—1857). Руководителями стажировки были Р. В. Бунзен и Г. Кирхгоф.
В 1855—1857 — доцент той же кафедры в Граце. В 1857—1865 — заведующий кафедрой химии Львовского университета, в 1865—1872 — Грацского университета.  Занимался работами по созданию Института химии, который позже стал примером для многих университетов, в частности, Берлина, Страсбурга и Цюриха, работу эту завершил в 1878 году.
В 1872—1887 — руководил кафедрой химии Львовской технической академии (ныне Национальный университет «Львовская политехника»). Среди его учеников был Август Фройнд.
17 февраля 1887 был убит во время работы одним из лаборантов.

## Научная деятельность
Изучал состав бориславской нефти и стал первым, кто обнаружил в ней ароматические углеводороды; вместе с А. Фройндом открыл общую реакцию синтеза кетоновых тел при взаимодействии хлоридов карбоновой кислоты с органическими соединениями цинка, что стало первым весомым вкладом львовских химиков в органическую химию; много внимания оказывал усовершенствованию оборудования химической лаборатории Львовского университета.
Автор 7 научных работ. Основной труд: «Ueber die Zusammensetzung der Stearinsaure» (Sitz. Wien Akad. — 1854).